# Edenhall
Edenhall – wieś w Anglii, w Kumbrii, w dystrykcie (unitary authority) Westmorland and Furness, w civil parish Langwathby. W 1931 roku civil parish liczyła 216 mieszkańców. We wsi znajduje się kościół.